# Isophyllia sinuosa
Espèce
Statut de conservation UICN

 LC  : Préoccupation mineure
Statut CITES
Isophyllia sinuosa est une espèce de scléractiniaires (coraux durs).